# 1810 az irodalomban

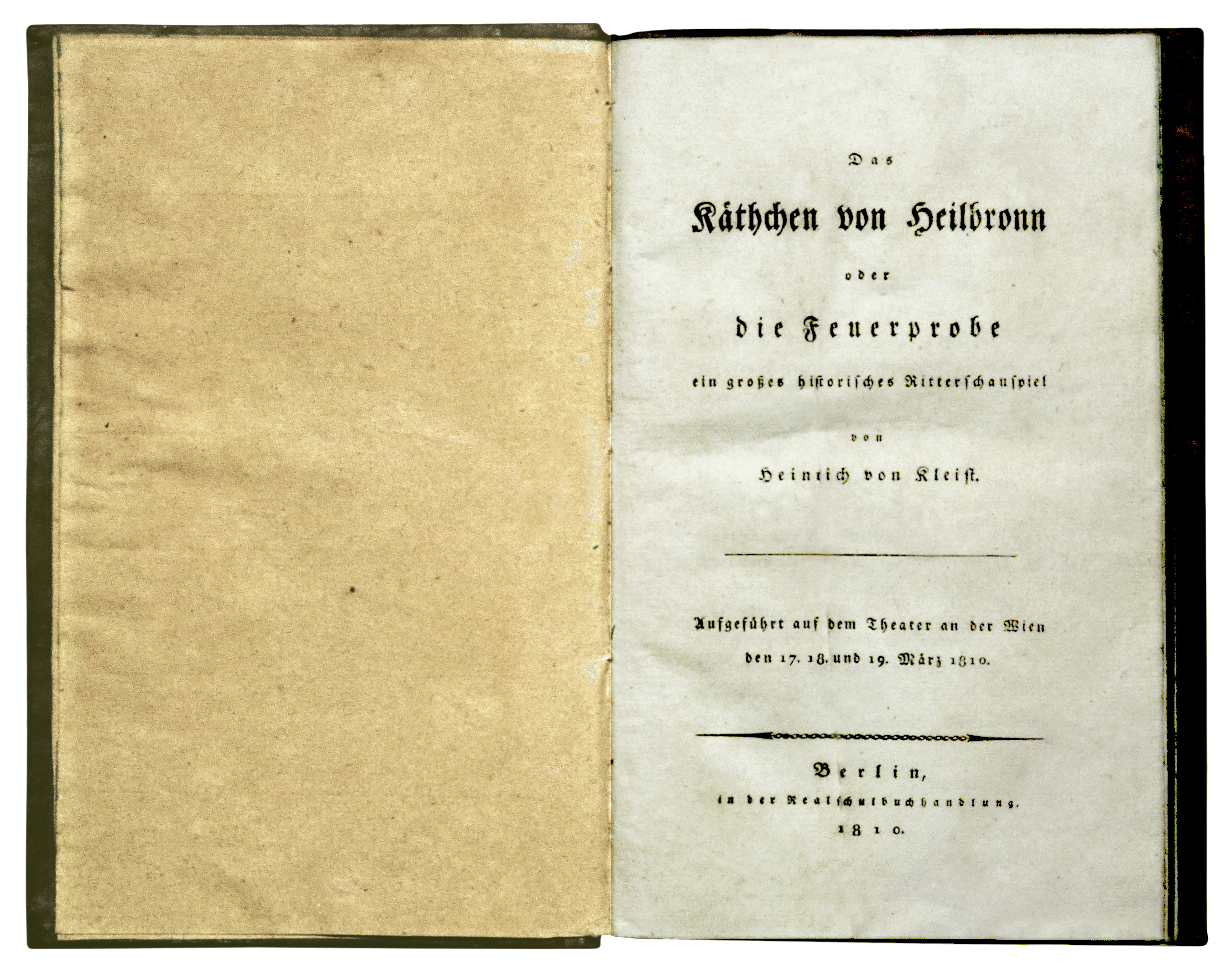
A Heilbronni Katica első kiadása

Az 1810. év az irodalomban.

## Megjelent új művek
- Heinrich von Kleist történelmi tárgyú kisregénye: Kohlhaas Mihály (Michael Kohlhaas).

### Költészet
- George Crabbe angol költő The Borough (A kisváros) című kötete 24 verses levéllel.[1]
- Walter Scott elbeszélő költeménye: The Lady of the Lake (A tó hölgye).

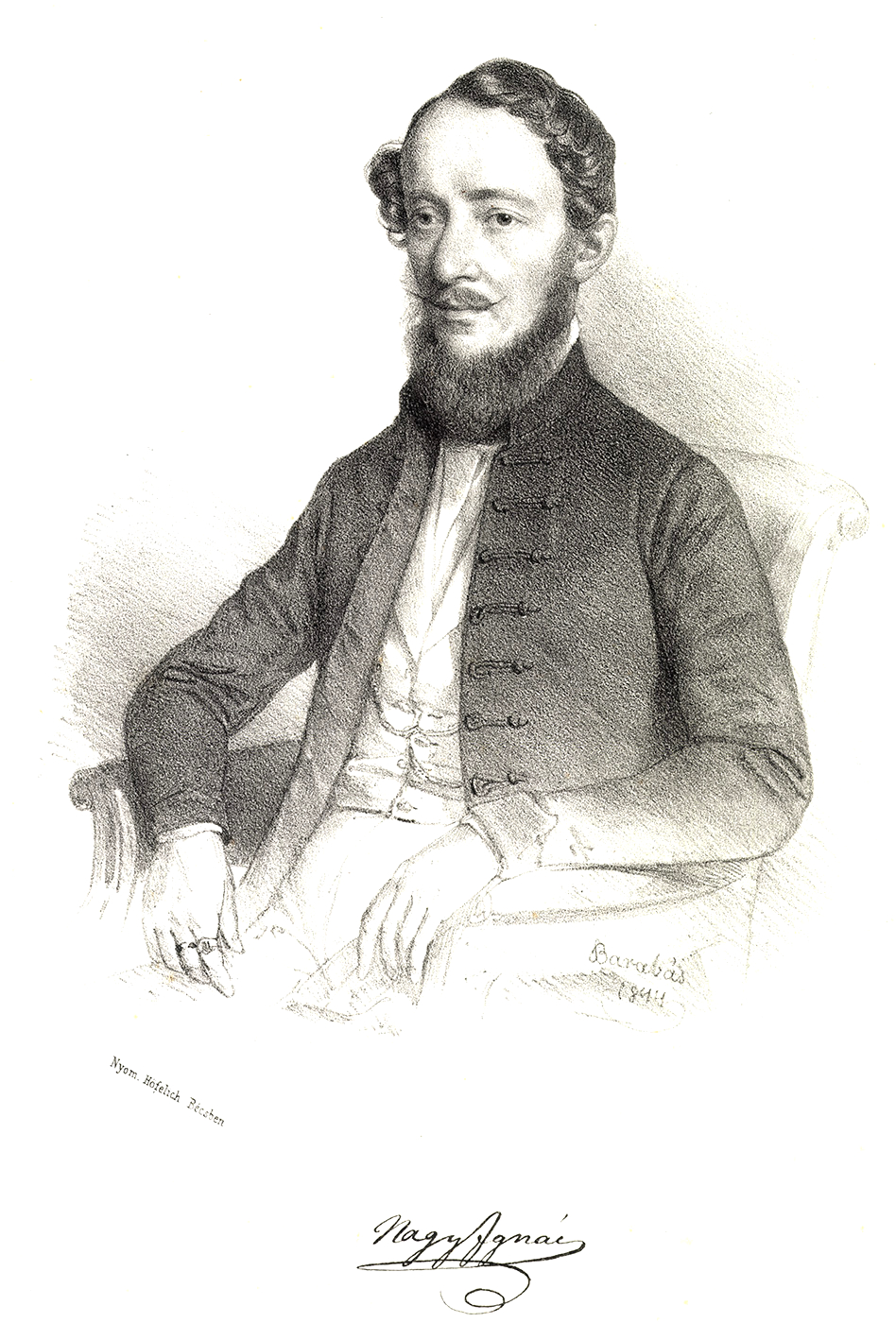
Nagy Ignác

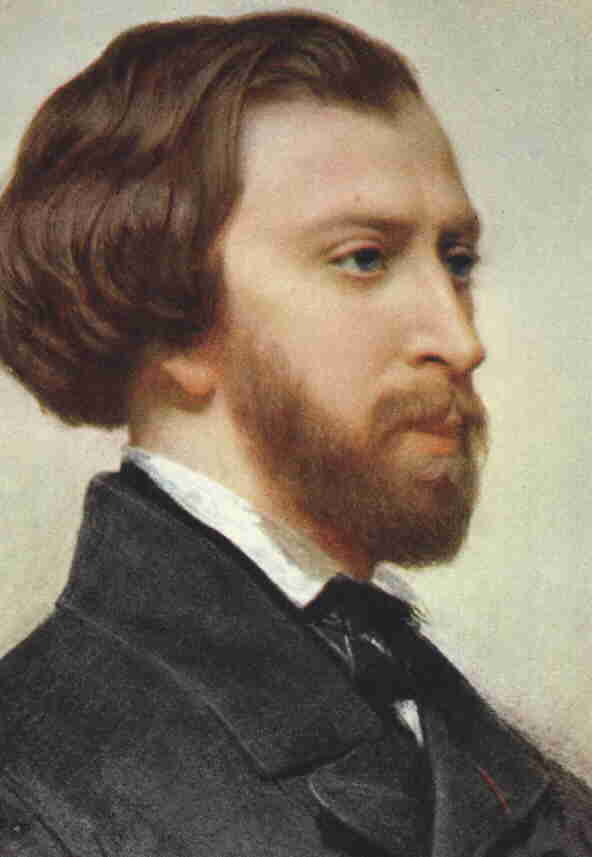
Alfred de Musset

### Dráma
- Megjelenik Heinrich von Kleist színműve: Das Käthchen von Heilbronn (Heilbronni Katica).

## Születések
- március 28. – Alexandre Herculano portugál költő és történész († 1877)
- augusztus 31. – František Doucha cseh író, műfordító, Dante- és Shakespeare-művek cseh nyelvre átültetője († 1884)
- szeptember 29. – Elizabeth Gaskell angol írónő († 1865)
- október 7. – Nagy Ignác író, költő († 1854)
- december 11. – Alfred de Musset francia költő, drámaíró, a romantika kiemelkedő képviselője († 1857)

## Halálozások
- február 5. – Rát Mátyás evangélikus lelkész, nyelvészeti író, az első magyar nyelvű hírlap szerkesztője (* 1749)
- 1810 k. – Tomás António Gonzaga portugál-brazil költő, jogász és író (* 1744)